# يغوث
يَغُوث هو أحد الآصنام الخمسة الذين وجدهم عمرو بن لحيّ مدفونين في ساحل مدينة جدة فاستخرجهم ونشر عبادتهم بين العرب.

## المظهر والاعتقاد
كان يغوث بحسب المصادر الإسلامية على صورة أسد مصنوعًا من الرصاص كما في رواية أبو عثمان النهدي قال: «أدركت في الجاهلية يغوث صنماً من رصاص يحمل على جمل أجرد (أي سَبَّاق)، فإذا بلغ وادياً برك فيه، فيقولون: قد رضي ربكم لكم هذا الوادي فينزلون فيه».

## في نقوش ما قبل الإسلام
يظهر الإله يغوث في نقوش شمال الجزيرة العربية بصيغتين، الأولى "ي غ ث" والثانية "ي غ ش".

## العبادة
دخل هذا الصنم التاريخ المدوّن عندما استخرجه عمرو بن لحيّ الخزاعي من حيث وجده مدفوناً مع بضع تماثيل أخرى فخرج للحج ودعا العرب لعبادتها ووزع التماثيل على القبائل، فدفع تمثال يغوث إلى رجل اسمه أنعم بن عمرو المرادي، فوضعه بأكمة مذَحج باليمن، فعبدته مذحج ومن والاها وأهل جرش.
أما في الكتب المقدسة فقد ورد في القرآن أن أصل عبادة هذا الصنم تعود إلى قوم النبي نوح حين عبدوه ونزل القرآن مخبراً عنهم وذاكراً الأصنام التي عبدها أولئك القوم في سورة نوح: {وَ قَالُوا لَا تَذَرُنَّ آلِهَتَكُمْ وَ لَا تَذَرُنَّ وَدّاً وَ لَا سُوَاعاً وَ لَا يَغُوثَ وَ يَعُوقَ وَ نَسْراً (23)}. وبسحب المعتقد الإسلامي، لما حصل الطوفان اندفنت تلك التماثيل فاستخرجها عمرو بن لحيّ.
وبقي يغوث عند بني أنعم وبني أعلى وهما بطنين من قبيلة طيء كانوا يقومون بأمر سدانة يغوث. وكان هذين البطنين مساكنين لقبيلة مراد وكان مسكن قبيلة مراد بموضع مرتفع يقال له جرش. فحدث أن اجتمع أشراف قبيلة مراد وتشاوروا بينهم في أمر يغوث فيمن هو أحق بإجلال الصنم والقيام بسدانته، فاستقر رأيهم أن يكون فيهم، لما فيهم من العدد والشرف. فلما بلغ ذلك بني أعلى وبني أنعم، حملوا يغوث وهربوا به حتى وضعوه في قبيلة بني الحارث بن كعب (يقال لهم أيضا «بنو الديان»)، في وقت كان النزاع فيه قائماً بين قبيلة مراد وبني الحارث بن كعب. فخرج وجوه قبيلة مراد للمفاوضات في تسليم إلههم، فلما أبت بني الحارث بن كعب تسليم يغوث إلى قبيلة مراد وتسوية أمر الديات، أرسلت قبيلة مراد جيشاً لمهاجمة قبيلة بني الحارث. فاستنجدت بنو الحارث بهمدان الساكنة في نجران، فنشبت بينهما معركة عرفت بيوم الرزم حمل الجيش المتكون من اتحاد القبائل الثلاث (بطني طيء أنعم وأعلى مع بني الحارث بن كعب مع همدان) حمل معه يغوث مستمدين منه الغوث والمدد وكانت تلك الوقعة في سنة 623 م. انهزمت فيها قبيلة مراد، وبقي يغوث في بني الحارث. وقد وافق يوم الرزم يوم بدر.
وقد قال أحد الشعراء قصيدة قال فيها يمجد فيها يغوث:
وسار بنا يغوث إلى مراد فناجوناهم قبل الصبـاح
وقد صار هذا الصنم طوطماً لقبيلة مذحج، يدافع عنها ويذب عن القبيلة التي تستغيث به. والطوطم هو العلامة التي تتخذها القبيلة (أو أي تشكيل قومي) شعارا لها وكانوا يجعلون ألويتهم تحمل ذلك الطوطم أو العلامة.
وقد ورد أن بعض الجاهليين تسموا بأسماء تعبدوا فيها ليغوث كـ«عبد يغوث»، منهم من كان فيِ مذحج، ومنهم من كان في قريش، ومنهم من كان في هوازن.
وقد كان اسم قائد جيش بنو الحارث عبد يغوث الحارثي في يوم الكلاب الثاني التي دارت بينهم وبين تميم.
كما كان لدريد بن الصمة أخ اسمه «عبد يغوث».

## ما بعد الإسلام
من الغريب أنه لم يذكر أيا من الرواة عن مصير هذا الصنم وكيفية القضاء على مظاهر عبادته وهدم بيته، حتى إن ابن الكلبي قد أهمل ذكر ذلك في كتابه، فمصيره إلى الآن يعتبر مجهولاً.

## كتب
- كتاب الأصنام